# Глуховский район
Глуховский район (укр. Глухівський район) — упразднённое административно-территориальное образование в Сумской области Украины.

## Географическое положение
Глуховский район расположен на севере Сумской области. С ним соседствуют Ямпольский, Шосткинский, Кролевецкий, Путивльский районы Сумской области, Курская и Брянская области России.
Административным центром района является город Глухов, который в состав района не входит.
По территории района протекают реки Эсмань (приток Клевени), Эсмань (приток Десны), Шеенка, Муравейня, Смолянка, Локня, Глебовка, Яновка, Ходуня, Ретик, Ракита, Вербовка, Клевень, Обеста, Калиновка, Понурка, Быки, Лапуга.

## Население
В 2001 году численность населения составляла 32 209 человек (в том числе городское — 5 085 человек, сельское — 27 124 человека). Основные группы населения — украинцы и русские.

## История
Район образован 7 марта 1923 года в Новгород-Северском округе (который 19.06.1925 был преобразован в Глуховский и упразднён 13.06.1930) Черниговской губернии (упразднена 01.08.1925). С 27.02.1932 Глуховский район был в Киевской области.
С 15 октября 1932 года[уточнить] вошёл в новообразованную Черниговскую область в составе Украинской Советской Социалистической Республики.
10 января 1939 года Указом Президиума Верховного совета СССР район был из состава Черниговской области передан в новообразованную Сумскую область.
11 марта 1959 года к Глуховскому району была присоединена часть территории упразднённого Шалыгинского района.
17 июля 2020 года в результате административно-территориальной реформы район вошёл в состав Шосткинского района.

## Административное устройство
Район включает в себя:
| - Поселковых советов: 2 - Сельских советов: 31 | - Посёлков городского типа: 2 - Посёлков: 2 - Сёл: 82 |

### Местные советы[6]
| - Червоненский поселковый совет - Шалыгинский поселковый совет - Баничевский сельский совет - Бачевский сельский совет - Белокопытовский сельский совет - Березовский сельский совет - Вольнослободский сельский совет - Гореловский сельский совет - Дунаецкий сельский совет - Землянковский сельский совет - Иващенковский сельский совет - Кучеровский сельский совет - Обложковский сельский совет - Первомайский сельский совет - Переможский сельский совет - Полошковский сельский совет - Привольский сельский совет | - Пустогородский сельский совет - Сварковский сельский совет - Семёновский сельский совет - Слоутский сельский совет - Сопычский сельский совет - Сосновский сельский совет - Стариковский сельский совет - Студенокский сельский совет - Суходольский сельский совет - Уздицкий сельский совет - Улановский сельский совет - Фотовижский сельский совет - Ходинский сельский совет - Черневский сельский совет - Шевченковский сельский совет - Ястребщинский сельский совет |

### Населённые пункты[7]
| с. Баничи с. Барановка с. Бачевск с. Белая Береза с. Белокопытово с. Береза с. Бобылевка пос. Будивельное с. Будища с. Викторово с. Вишенки с. Вознесенское с. Волковка с. Вольная Слобода с. Годуновка с. Горелое с. Гудово с. Гута с. Долина с. Дунаец с. Емадыкино с. Жалковщина с. Заруцкое с. Землянка с. Иващенково с. Ионино с. Калюжное с. Катериновка с. Клочковка | с. Комаровка с. Коренек с. Кравченково с. Кривенково с. Кучеровка с. Кушкино с. Лужки с. Малая Слободка с. Мацково с. Месензовка с. Москаленки с. Муравейня с. Нарбутовка с. Некрасово с. Обложки с. Отрадное с. Первомайское с. Перемога с. Перше Травня с. Петропавловская Слобода с. Полошки с. Поповщина с. Потаповка с. Приволье с. Пустогород с. Сварково с. Семёновка с. Сидоровка с. Слоут | с. Смолино с. Смыкаревка с. Сопычь с. Сосновка с. Стариково с. Студенок с. Сутиски с. Суходол с. Толстодубово с. Тополя с. Уздица с. Уланово с. Фотовиж с. Харьковка с. Ходино с. Ходуня с. Хотминовка с. Червоная Заря с. Червоный Пахарь с. Черневое с. Черновское с. Шакутовщина пгт Шалыгино с. Шевченково с. Щебры пос. Эсмань пгт Эсмань с. Ястребщина |

#### Ликвидированные населённые пункты[8]
| с. Калиновка с. Малая Бобылевка | с. Подлань с. Червоные Вышки | с. Широкое |

## Культура
- Районы побратимы Глуховского района — Рыльский и Хомутовский районы Курской области России[9].

## Известные люди

### В районе родились
- Тарабаринов, Леонид Семёнович (1928—2008) — актёр театра и кино, народный артист СССР (1972)